# Mehmet Birinci
Mehmet Birinci (* 8. Juli 1957 in Trabzon) ist ein türkischer Fußballtrainer.

## Karriere
Die Anfänge von Birincis Trainerkarriere sind unzureichend dokumentiert. Als erste dokumentierte Tätigkeit betreute er in der Saison 1989/90 den Drittligisten Akçaabat Sebatspor. Anschließend arbeitete er für weitere Drittligisten seiner Heimatstadt Trabzon.
Ab dem Oktober 1999 begann er als Co-Trainer von Giray Bulak zu arbeiten und assistierte diesem bei dessen Stadion bei Konyaspor, Trabzonspor, Antalyaspor und Elazığspor.
Im Oktober 2003 übernahm er zum dritten Mal in seiner Karriere Akçaabat Sebatspor. Den damaligen Erstligisten betreute er bis zum Sommer 2004. In die Saison 2005 startete er bei Giresunspor, verließ den Verein aber bereits nach zwei Monaten. Nach dieser Tätigkeit arbeitete er für eine Reihe von Drittligisten, ehe er 2007 wieder Giresunspor übernahm.
Im November 2013 übernahm er zum dritten Mal den dieses Mal krisengeschüttelten und finanziell angeschlagenen Verein Giresunspor. Diesem Verein verhalf er zu einer spektakulären Aufholjagd. Nachdem Giresun bei Birincis Amtsantritt noch einen 17-Punkterückstand auf den Tabellenersten Hatayspor aufwies, reduzierte sich dieser Rückstand sukzessive. Schließlich löste Birincis Mannschaft am 28. Spieltag Hatayspor als Tabellenführer ab. Diese Stellung verteidigte er mit seiner Mannschaft und beendete die Saison 2013/14 als Meister der TFF 2. Lig und stieg in die TFF 1. Lig auf. Ende Oktober 2014 löste er nach gegenseitigem Einvernehmen mit der Vereinsführung seinen Vertrag mit Giresunspor auf und verließ diesen Verein.

## Erfolge

### Als Trainer
Giresunspor
- Meister der TFF 2. Lig und Aufstieg in die TFF 1. Lig: 2013/14